# Vabis

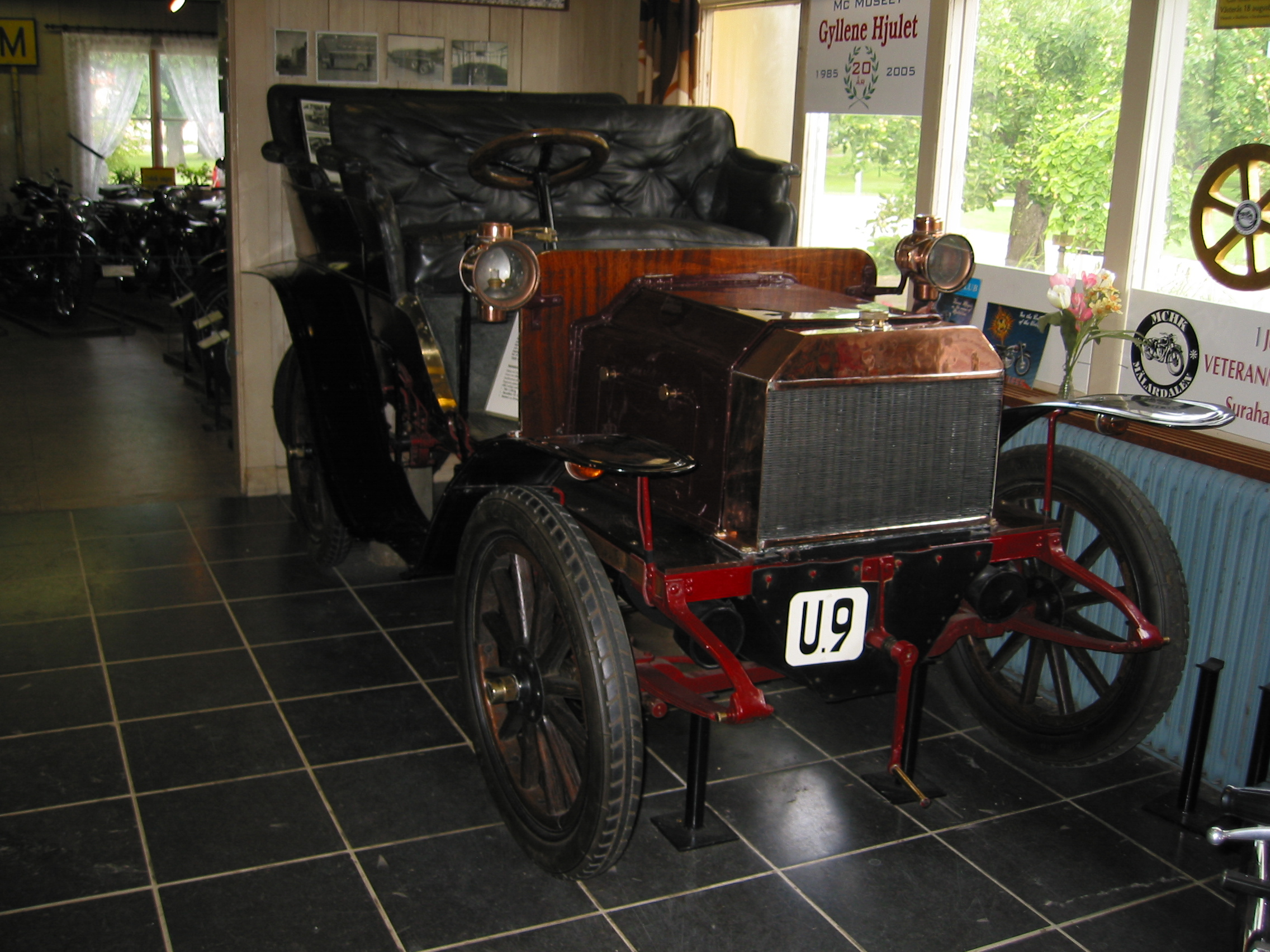
En Vabis från 1903 finns i Surahammar

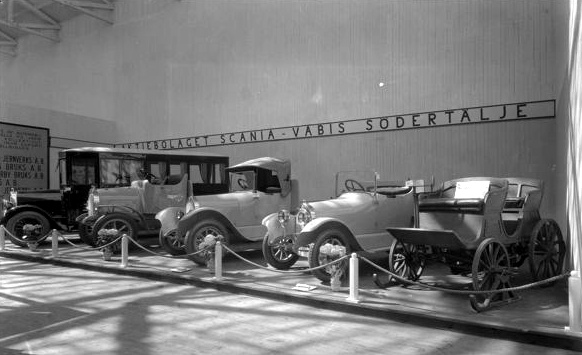
Scania-Vabis på Jubileumsutställningen i Göteborg 1923

Vabis, egentligen Vagnfabriks-Aktiebolaget i Södertelge, var en bil-, lastbils- och järnvägsvagntillverkare och en av föregångarna till dagens Scania.

## Historik
Vabis (Vagnfabriks-Aktiebolaget i Södertälje) startades av Surahammars Bruks AB år 1891 i Södertälje med Philip Wersén som verkställande direktör i syfte att tillverka järnvägsmateriel. År 1896 lämnade Wersén företaget efter en kontrovers med främst Peter Petersson på Surahammars Bruks AB och grundade då konkurrentföretaget AB Södertelge Verkstäder. Vabis första bil kom ut år 1901. , År 1911 gick bolaget samman med den Malmö-baserade lastbilstillverkaren Maskinfabriksaktiebolaget Scania och bildade koncernen Scania-Vabis AB. Senare koncentrerades all tillverkning till Södertälje. År 1969 gick Scania-Vabis och Saab ihop, och bildade storföretaget Saab-Scania.
Sedan Saab och Scania delades på 1990-talet används endast varumärket Scania. Bolaget har kvar sitt huvudkontor på sin ursprungliga plats på Järnagatan invid Saltskogsfjärden i Södertälje.